# Bombylius minor
Bombylius minor is een vliegensoort uit de familie van de wolzwevers (Bombyliidae). De wetenschappelijke naam van de soort is voor het eerst geldig gepubliceerd in 1758 door Linnaeus.
Deze soort komt voor in geheel Europa, met inbegrip van het Europees deel van Rusland (noordelijk tot in de Oblast Leningrad), Midden-Azië, de Kaukasus, Kazachstan, Turkije, Iran, Afghanistan en Mongolië.